# Trichocerca multicrinis
Trichocerca multicrinis is een raderdiertjessoort uit de familie Trichocercidae. De wetenschappelijke naam van deze soort is voor het eerst geldig gepubliceerd in 1897 door Kellicott.